# 沃伊尼夫卡 (丘托韋區)
49°39′17″N 35°0′57″E / 49.65472°N 35.01583°E
沃伊尼夫卡（烏克蘭語：Войнівка），是烏克蘭中部的村莊，隸屬波爾塔瓦州的波爾塔瓦區。該村處於科洛馬克河左岸，海拔高度99米，2001年該村落人口542。